# Carlton (Nottinghamshire)
Carlton ist eine Town in Nottinghamshire und eine zum Borough of Gedling gehörende Vorstadt, die bis 1974 eigenständig war. Gemeinsam mit den umliegenden Siedlungen Carlton Hill, Cavendish, Colwick, Gedling, Netherfield, Phoenix und Porchester bildete sie einen Bezirk, der heute ca. 48.000 Einwohner zählt.

## Geschichte
Im Domesday Book von 1086 wird die Ortschaft als Carentune erwähnt. Während im 19. Jahrhundert hier vor allem die Textilindustrie florierte, ist die Ortschaft heute vor allem eine Schlafstadt des nahen Nottingham.

## Lage
Carlton liegt etwa vier Kilometer ostnordöstlich vom Stadtzentrum Nottinghams entfernt. Der Bahnhof von Carlton liegt an der Bahnlinie von Nottingham nach Lincoln.

## Persönlichkeiten
- Richard Beckinsale (1947–1979), Schauspieler, hier geboren, Vater von Samantha und Kate Beckinsale

## Sehenswürdigkeiten
- Carlton Laundry (ehem. Wäscherei)
- Paulskirche, bis 1891 erbaut

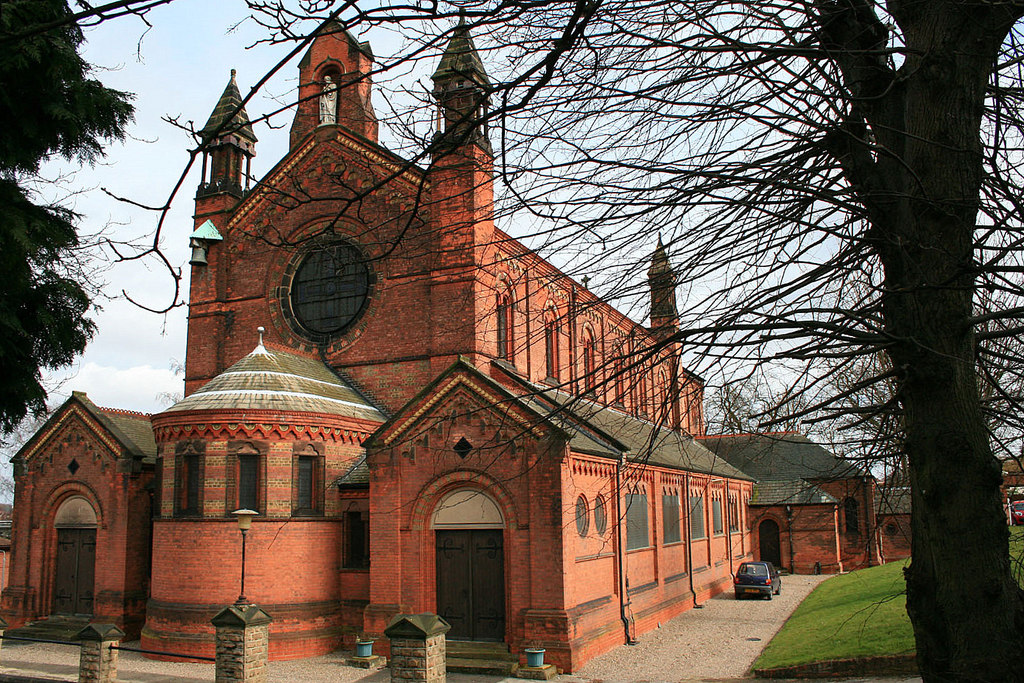
Paulskirche
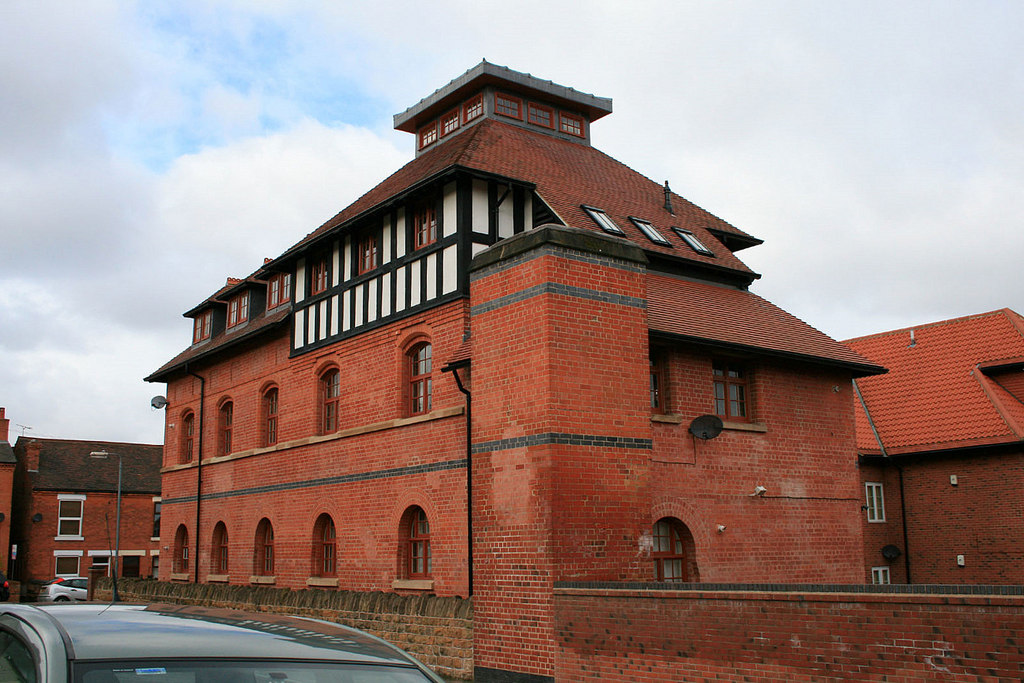
ehem. Wäscherei